# Água Limpa
Água Limpa est une municipalité brésilienne de l'État de Goiás et la microrégion du Meia Ponte.